# Scott Kalvert
Scott Kalvert (15 de agosto de 1964 - 5 de marzo de 2014) fue un director de cine estadounidense, conocido fundamentalmente por la películas The Basketball Diaries, protagonizada en 1995 por Leonardo DiCaprio y Mark Wahlberg y Deuces Wild de 2002.
Además de dirigir películas, Kalvert fue un exitoso director de videoclips musicales que trabajó con artistas como Cyndi Lauper, Snoop Doggy Dogg, DJ Jazzy Jeff and The Fresh Prince, Bobby Brown, Taylor Dayne, Deep Blue Something, Billy Ocean, Marky Mark and the Funky Bunch, LL Cool J, Samantha Fox, Eric B. & Rakim y Salt 'n' Pepa.
Kalvert fue hallado muerto en su casa de Woodland Hills, Los Ángeles el 5 de marzo de 2014 con signos aparentes de suicidio.

## Filmografía
- The Basketball Diaries (1995)
- Deuces Wild (2002)